# Joe Morton
Joseph Thomas Morton Jr. (ur. 18 października 1947 w Nowym Jorku) – amerykański aktor teatralny, filmowy i telewizyjny, również reżyser i producent.

## Życiorys
Urodził się w Harlemie jako syn Evelyn, sekretarki, i Josepha T. Mortona Sr., oficera wywiadu USA. Ze względu na charakter pracy jego ojca, większość dzieciństwa spędził w Japonii i Europie, szczególnie w Niemczech i Okinawie. Po śmierci ojca wraz ze swoją matką i pozostałą rodziną przeniósł się z Niemiec do Nowego Jorku. Po ukończeniu Andrew Jackson High School w Queens, postanowił rozpocząć karierę artystyczną pierwszego dnia studiów na wydziale dramatu na Uniwersytecie Hofstra w Hempstead na Long Island.
W 1968, po występie jako Jesse w off-broadwayowskiej produkcji Miesiąc niedzieli (A Month of Sundays), zadebiutował na Broadwayu w musicalu Hair. Rola Waltera Lee Youngera w musicalu Raisin, muzycznej wersji sztuki Lorraine Hansberry Rodzynek w słońcu, przyniosła mu nominację do Tony Award. Potem występował gościnnie w serialach CBS: Mission: Impossible (1970), Search for Tomorrow (1973–1974), M*A*S*H (1976) i Guiding Light (1979). Można go było też zobaczyć na dużym ekranie w melodramacie Między wersami (Between the Lines, 1977) z Johnem Heardem, Lindsay Crouse i Jeffem Goldblumem, kryminalnym dramacie sądowym Normana Jewisona ...i sprawiedliwość dla wszystkich (1979) z Alem Pacino, dreszczowcu The Clairvoyant (1982) z udziałem Perry’ego Kinga i Kennetha McMillana czy komedii kryminalnej Blake’a Edwardsa Klątwa Różowej Pantery (1983) z Davidem Nivenem. 
W dramacie fantastycznonaukowym Jamesa Camerona Terminator 2: Dzień sądu (1991) wystąpił jako doktor Miles Bennett Dyson. W dreszczowcu Jana de Bonta Speed: Niebezpieczna szybkość (1994) pojawił się jako Herb McMahon. W komedii muzycznej Johna Landisa Blues Brothers 2000 (1998) wcielił się w Cabela „Caba” Chamberlaina, postać inspirowaną Cabem Callowayem.
Powrócił na szklany ekran w wielu serialach telewizyjnych, w tym Sprawiedliwi (Equal Justice, 1990–1991), Prawo i porządek (1992, 2000–2005) jako adwokat, w dwóch pierwszych sezonach Tajemnice Smallville (2001–2002) jako dr Hamilton, Pentagon: Sektor E (2005–2006) jako Steven Algazi czy Eureka (2006–2012) w roli doktora Henry’ego Deacona, mechanika samochodowego, burmistrza i wykonawcy wielu innych funkcji.
6 października 1984 ożenił się z rzeźbiarką i scenografką Norą Chavooshian, z którą ma troje dzieci: dwie córki, Hopi i Setę oraz syna Ara. Ma wnuka Mosesa. Jednak w 2006 doszło do rozwodu.